# Laguna de Zacapu
La Laguna de Zacapu es un humedal que se encuentra ubicado próxima a la localidad de Zacapu, Estado de Michoacán, México. Tiene una superficie de 216 615,9 m², una longitud máxima de 634 metros y una anchura máxima de 414 metros. En el año 2003 fue declarada área natural protegida y el 5 de junio de 2004, 40 hectáreas fueron declaradas también como sitio Ramsar en México.
Posee una zona de vegetación en sus proximidades en la que se encuentran diferentes especies, incluyendo sabino, sauce llorón y carrizo. La fauna está compuesta por varias especies de aves, siendo importante reseñar que la laguna constituye el único hábitat conocido de una especie de salamandra denominada Ambystoma andersoni, un pequeño crustáceo Cambarellus zacapuensis y de un par de pequeños peces: Allotoca zacapuensis y Notropis grandis. Este espacio natural está incluido en la lista Ramsar de humedales de importancia internacional.

## Flora y fauna
Las especies más representativas de flora y fauna en la laguna son:
- Sabino
- Sauce llorón
- juncia avellanada
- Phragmites comunis
- Henea
- Junco de esteras
- Ajolote de la Laguna de Zacapu
- tiro de la Laguna de Zacapu
- goodeido Bulldog
- Goodea atripinnis
- Skiffia lermae
- Xenotoca variata
- Zoogoneticus quitzeoensis
- mexcalpique michoacano
- Notropis calientis
- Algansea lacustris
- Cyprinus carpio
- Poeciliopsis infans
- Chirostoma humboldtianum
- Anas americana
- Anas acuta tzitzihoa
- Chaylelasmus streperus
- Spatula clypeato
- Anas crecca carolinensis
- Aythya collaris
- Aythya affinis
- Oxyura jamaicensis rubida
- Anser albifrons albifrons
- Fulica americana
- Ardea herodias
- Anas stropera
- Anas clypeata
- Certhia americana
- Aimophila ruficauda
- Atlapetes pileatus
- Geothlypis trichas
- Oriturus superciliosus
- Passerina versicolor
- Melanotis caerulescens
- Campylorhynchus gularis
- Diadophis punctatus
- Hamnophis melanogaster
- Thamnophis eques